# محمد الرقيق
محمد الرقيق سياسي تونسي، يشغل منصب وزير أملاك الدّولة والشؤون العقارية بحكومة نجلاء بودن.